# أجيرين
الأجيرين (بالإنجليزية: Aegirine)‏ هو عضو من مجموعة معدن الـبيروكسين في الإينوسيليكات. وهو آخر عضو صوديوم في سلسلة الأجيرين-أوجايت. ويحمل هذا المعدن الصيغة الكيميائية NaFeSi2O6 التي يوجد بها الحديد بصيغة Fe3+. في سلسلة الأجيرين-أوجايت، يتم استبدال الصوديوم بنسب مختلفة بالكالسيوم مع الحديد (II) بينما يحل المغنيسيوم محل الحديد (III) لتحقيق التوازن في الشحنة. كما يحل الألومنيوم أيضًا محل الحديد (III). ويُعرف هذا المعدن أيضًا باسم أكمايت، وهو مجموعة متنوعة ليفية خضراء اللون.
يوجد الأجيرين على هيئة بلورات منشورية أحادية الميل خضراء اللون. وله بريق زجاجي وانفلاق بلوري مثالي، وتتراوح درجة صلابته على مقياس موس من 5 إلى 6 والكثافة النوعية من 3.2 إلى 3.4.

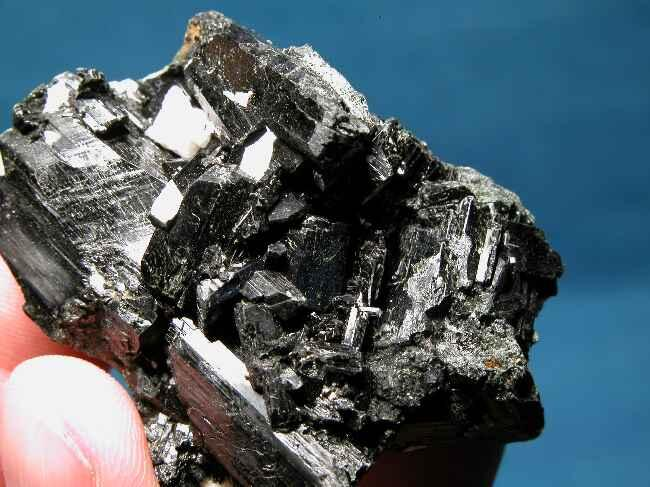
الأجيرين

عادة ما يوجد المعدن في الصخور البركانية القلوية نفلين سينيت وكاربونتايت وبجماتايت وأيضًا في
صخور شيست النايس وتشكيلات الحديد الـمتحولة إقليميًا؛ في الصخور المتحولة من سحنة الشيست الأزرق ومن عملية الميتاسوماتيزم (التحول السائلي) للصوديوم في الجرانولايت. وربما يوجد كمعدن مكاني التكوين في الصخور الطينية سهلة الانفلاق والمرل، ويوجد مم الـفلدسبار البوتاسي والـنفلين والـريبكايت والـأرفدسونايت والـأينجماتايت والـأستروفيلايت والـكاتابليت والـيوديالايت والـسيراندايت والـأبوفيلايت.
وتشمل أماكن وجوده مونت سانت هيلير بالـكيبك وكندا؛ وكونجسبرج بـالنرويج، نارسارسوك بـجرينلاند؛ وشبه جزيرة كولا بـروسيا؛ وماجنيت كوف بـأركنساس في الولايات المتحدة الأمريكية؛ وكينيا واسكتلندا ونيجيريا.
وقد تم وصفه لأول مرة عام 1835 لوجوده في رانديميير، أوفر إيكر، بوسكيرود بـالنرويج. وقد سُمي الأجيرين على اسم Ægir، وهو الإله التوتوني للبحر. وهو مرادف لمعدن أكمايت (من اللغة اليونانية ἀκμή "نقطة، حافة") في إشارة إلى البلورات المدببة المثالية.